# 立花 (ヘルメット)
株式会社 立花（たちばな、TACHIBANA Co.,Ltd. ）は東京都江戸川区本一色に本社を置く二輪車用ヘルメットを製造しているメーカーである。

## 概要
1966年に東京都墨田区立花にて「立花自動車用品製作所」を創業。社名は、経営者の名前からではなく、墨田区にある地名から取ったものである。主にFRP製コンソールボックスを中心にフェンダー等を製造していたが、その後二輪車用ヘルメットの製造を開始し、今日に至る。
同社のヘルメットは地方都市の小・中学校で登下校用のスクール用ヘルメットからアメリカンタイプのジェットタイプまで多岐にわたる。特にジェットタイプのモノは、台東区上野に多く店を構える二輪車のカスタムショップで多数扱われており、そのデザインへのこだわりから愛好家が多い。フルフェイスタイプはこれまで製造していなかったが、最近になってから製造を始めている。
ハーフカップタイプのものでも、そのデザインのこだわりの高さで評判を呼んでいる。中でもアメリカのハイウェイパトロールが使用しているデザインのヘルメットを製造しているのは、現時点で国内では同社だけである。そのデザインに対するこだわりの高さで二輪車マニアの心をつかんで成功している会社とも言える。過去に同タイプのヘルメットを製造していた会社としてクノー工業もあったが、その後倒産し、そのまま廃業している。